# Martin nad Žitavou
Martin nad Žitavou (allemand : Sankt Martin, hongrois : Zsitvaszentmárton) est un village de Slovaquie situé dans la région de Nitra.

## Histoire
Première mention écrite du village en 1272.

## Démographie

### Évolution de la population
| Année:               | 1994. | 2004.   | 2014.   | 2024.    |
| -------------------- | ----- | ------- | ------- | -------- |
| Nombre de personnes: | 503   | 532     | 527     | 583      |
| Différence:          |       | +5,76 % | -0,93 % | +10,62 % |

| Année:               | 2023. | 2024.   |
| -------------------- | ----- | ------- |
| Nombre de personnes: | 568   | 583     |
| Différence:          |       | +2,64 % |